# Dél-Korea az 1968. évi nyári olimpiai játékokon
Dél-Korea a mexikói Mexikóvárosban megrendezett 1968. évi nyári olimpiai játékok egyik részt vevő nemzete volt. Az országot az olimpián 11 sportágban 54 sportoló képviselte, akik összesen 2 érmet szereztek.

## Érmesek
| Érem  | Versenyző                    | Sportág   | Versenyszám |
| ----- | ---------------------------- | --------- | ----------- |
| Ezüst | Csi Jongdzsu (Ji Yong-ju)    | Ökölvívás | Papírsúly   |
| Bronz | Csang Szungil (Jang Sun-gil) | Ökölvívás | Harmatsúly  |

## Atlétika
Férfi
| Versenyző                        | Versenyszám | Döntő   | Döntő    |
| Versenyző                        | Versenyszám | Idő     | Helyezés |
| -------------------------------- | ----------- | ------- | -------- |
| Kim Bongne (Kim Bong-rae)        | Maraton     | 2:43:56 | 38.      |
| I Mjongdzsong (Lee Myeong-jeong) | Maraton     | 2:38:52 | 29.      |
| I Szanghun (Lee Sang-hun)        | Maraton     | 2:52:46 | 46.      |

Női
| Versenyző              | Versenyszám | Döntő    | Döntő    |
| Versenyző              | Versenyszám | Eredmény | Helyezés |
| ---------------------- | ----------- | -------- | -------- |
| Pek Okcsa (Baek Ok-Ja) | Súlylökés   | 12,67 m  | 13.      |

## Birkózás
Kötöttfogású
| Versenyző                     | Versenyszám | 1. forduló                        | 2. forduló                        | 3. forduló                       | 4. forduló                        | 5. forduló        | 6. forduló        | 7. forduló        | Döntő             | Helyezés    |
| Versenyző                     | Versenyszám | Ellenfél Eredmény                 | Ellenfél Eredmény                 | Ellenfél Eredmény                | Ellenfél Eredmény                 | Ellenfél Eredmény | Ellenfél Eredmény | Ellenfél Eredmény | Ellenfél Eredmény | Helyezés    |
| ----------------------------- | ----------- | --------------------------------- | --------------------------------- | -------------------------------- | --------------------------------- | ----------------- | ----------------- | ----------------- | ----------------- | ----------- |
| Sin Szangsik (Sin Sang-sik)   | 52 kg       | Alex Børger (DEN) · 1-3           | Gustavo Ramírez (GUA) · kétvállas | Enrique Jiménez (MEX) · 3-1      | Miroslav Zeman (TCH) · 3-1        | kiesett           |                   |                   | kiesett           | helyezetlen |
| An Cshonjong (An Cheon-yeong) | 57 kg       | Khalifa Karouane (MAR) · 1-3      | Józef Lipień (POL) · 2-2          | Kaya Öczan (TUR) · 1-3           | Óthon Moszhídisz (GRE) · 3-1      | kiesett           | kiesett           | kiesett           | kiesett           | helyezetlen |
| Kim Ikcsong (Kim Ik-jong)     | 63 kg       | Sreten Damjanović (YUG) · 2.5-2.5 | Rahal Mahassine (MAR) · kizárták  | James Hazewinkel (USA) · 3.5-0.5 | kiesett                           | kiesett           | kiesett           |                   | kiesett           | helyezetlen |
| Szo Hungjo (Seo Hun-gyo)      | 70 kg       | Ángel Aldama (GUA) · kétvállas    | António Galantinho (POR) · 1-3    | Piero Bellotti (ITA) · 3-1       | Pétrosz Galaktópulosz (GRE) · 3-1 | kiesett           | kiesett           | kiesett           | kiesett           | helyezetlen |

Szabadfogású
| Versenyző                          | Versenyszám | 1. forduló                       | 2. forduló                          | 3. forduló               | 4. forduló                        | 5. forduló        | 6. forduló        | 7. forduló        | Döntő             | Helyezés    |
| Versenyző                          | Versenyszám | Ellenfél Eredmény                | Ellenfél Eredmény                   | Ellenfél Eredmény        | Ellenfél Eredmény                 | Ellenfél Eredmény | Ellenfél Eredmény | Ellenfél Eredmény | Ellenfél Eredmény | Helyezés    |
| ---------------------------------- | ----------- | -------------------------------- | ----------------------------------- | ------------------------ | --------------------------------- | ----------------- | ----------------- | ----------------- | ----------------- | ----------- |
| O Dzsongnjong (O Jeong-Ryong)      | 52 kg       | André Gaudinot (FRA) · 1-3       | Pétrosz Triandafilídisz (GRE) · 1-3 | Nakata Sigeo (JPN) · 3-1 | Nazar Albaryan (URS) · 1-3        | kiesett           | kiesett           | kiesett           | kiesett           | helyezetlen |
| Csang Gjongmu (Jang Gyeong-mu)     | 57 kg       | Ivan Savov (BUL) · 3-1           | Hasan Sevinç (TUR) · 3-1            | kiesett                  | kiesett                           | kiesett           | kiesett           |                   | kiesett           | helyezetlen |
| Cshö Dzsonghjok (Choi Jeong-hyeok) | 63 kg       | Onesimo Rufino (DOM) · kétvállas | Gabriel Ruz (MEX) · 1-3             | Petre Coman (ROU) · 3-1  | Kaneko Maszaaki (JPN) · kétvállas | kiesett           | kiesett           | kiesett           | kiesett           | helyezetlen |
| Szo Jongszok (Seo Yong-seok)       | 78 kg       | Osvaldo Ferrari (ITA) · 1-3      | Carlos Romero (MEX) · kétvállas     | Steven Combs (USA) · 3-1 | Mahmut Atalay (TUR) · kétvállas   | kiesett           |                   |                   | kiesett           | helyezetlen |

## Kerékpározás

### Országúti kerékpározás
| Versenyző                         | Versenyszám   | Idő           | Helyezés      |
| --------------------------------- | ------------- | ------------- | ------------- |
| Kvon Dzsunghjon (Gwon Jung-hyeon) | Mezőnyverseny | nem ért célba | nem ért célba |

### Pálya-kerékpározás
Sprintverseny
| Versenyző                         | Versenyszám  | 1. forduló                                             | 1. forduló | Vigaszág                                               | Vigaszág | 2. forduló             | 2. forduló | Vigaszág               | Vigaszág | Nyolcaddöntő           | Nyolcaddöntő | Vigaszág selejtező     | Vigaszág selejtező | Vigaszág döntő       | Vigaszág döntő | Negyeddöntő          | Elődöntő             | Döntő                | Helyezés    |
| Versenyző                         | Versenyszám  | Ellenfelek Győztes idő                                 | Hely.      | Ellenfelek Győztes idő                                 | Hely.    | Ellenfelek Győztes idő | Hely.      | Ellenfelek Győztes idő | Hely.    | Ellenfelek Győztes idő | Hely.        | Ellenfelek Győztes idő | Hely.              | Ellenfél Győztes idő | Hely.          | Ellenfél Győztes idő | Ellenfél Győztes idő | Ellenfél Győztes idő | Helyezés    |
| --------------------------------- | ------------ | ------------------------------------------------------ | ---------- | ------------------------------------------------------ | -------- | ---------------------- | ---------- | ---------------------- | -------- | ---------------------- | ------------ | ---------------------- | ------------------ | -------------------- | -------------- | -------------------- | -------------------- | -------------------- | ----------- |
| Kim Gvangszon (Kim Gwang-seon)    | Férfi egyéni | Robert van Lancker (BEL) · Héctor Urrego (COL) · 11,37 | 3.         | Tim Mountford (USA) · José Jaime Galeano (COL) · 11,03 | 2.       | kiesett                | kiesett    | kiesett                | kiesett  | kiesett                | kiesett      | kiesett                | kiesett            | kiesett              | kiesett        | kiesett              | kiesett              | kiesett              | helyezetlen |
| Kvon Dzsunghjon (Gwon Jung-hyeon) | Férfi egyéni | Gordon Johnson (AUS) · José Mercado (MEX) · 11,42      | 3.         | Leslie King (TRI) · Juan Reyes (CUB) · 11,35           | 3.       | kiesett                | kiesett    | kiesett                | kiesett  | kiesett                | kiesett      | kiesett                | kiesett            | kiesett              | kiesett        | kiesett              | kiesett              | kiesett              | helyezetlen |

Időfutam
| Versenyző                      | Versenyszám  | Idő     | Helyezés |
| ------------------------------ | ------------ | ------- | -------- |
| Kim Gvangszon (Kim Gwang-seon) | Férfi egyéni | 1:09,40 | 26.      |

Üldözőversenyek
| Versenyző                         | Versenyszám  | Selejtező | Selejtező  | Nyolcaddöntő | Nyolcaddöntő | Nyolcaddöntő | Elődöntő     | Elődöntő  | Elődöntő | Döntő        | Döntő     | Helyezés    |
| Versenyző                         | Versenyszám  | Idő       | Hely.      | Ellenfél Idő | Saját idő    | Hely.        | Ellenfél Idő | Saját idő | Hely.    | Ellenfél Idő | Saját idő | Helyezés    |
| --------------------------------- | ------------ | --------- | ---------- | ------------ | ------------ | ------------ | ------------ | --------- | -------- | ------------ | --------- | ----------- |
| Kvon Dzsunghjon (Gwon Jung-hyeon) | Férfi egyéni | 5:09,90   | lekörözték | kiesett      | kiesett      | kiesett      | kiesett      | kiesett   | kiesett  | kiesett      | kiesett   | helyezetlen |

## Kosárlabda
| Dél-koreai férfi kosárlabdacsapat-játékoskeret | Dél-koreai férfi kosárlabdacsapat-játékoskeret                                                                                    |
| --- | --- |
| - Cshö Dzsonggju (Choi Jong-gyu) - Ha Igon (Ha Ui-geon) - Kim Ingon (Kim In-geon) - Kim Muhjon (Kim Mu-hyeon) - Kim Jongil (Kim Yeong-il) - Kvak Hjoncshe (Gwak Hyeon-chae) | - I Bjonggu (Lee Byeong-gu) - I Inphjo (Lee In-pyo) - Pak Han (Park Han) - Sin Dongpha (Sin Dong-pa) - Ju Hihjong (Yu Hui-hyeong) |

### Eredmények
Csoportkör
B csoport
| Csapat              | M | Gy | V | P+  | P–  | Pk   |
| ------------------- | - | -- | - | --- | --- | ---- |
| Szovjetunió (URS)   | 7 | 7  | 0 | 642 | 408 | +234 |
| Brazília (BRA)      | 7 | 6  | 1 | 561 | 418 | +143 |
| Mexikó (MEX)        | 7 | 5  | 2 | 493 | 443 | +50  |
| Lengyelország (POL) | 7 | 4  | 3 | 474 | 504 | –30  |
| Bulgária (BUL)      | 7 | 3  | 4 | 456 | 478 | –22  |
| Kuba (CUB)          | 7 | 2  | 5 | 514 | 533 | –19  |
| Dél-Korea (KOR)     | 7 | 1  | 6 | 453 | 530 | –77  |
| Marokkó (MAR)       | 7 | 0  | 7 | 355 | 634 | –279 |

| 1968. október 13. | Mexikó (MEX) | 75 – 62 | Dél-Korea (KOR) |  |
| 1968. október 13. | (39–27)      |         |                 |  |

| 1968. október 14. | Lengyelország (POL) | 77 – 67 | Dél-Korea (KOR) |  |
| 1968. október 14. | (38–27)             |         |                 |  |

| 1968. október 15. | Szovjetunió (URS) | 89 – 58 | Dél-Korea (KOR) |  |
| 1968. október 15. | (44–34)           |         |                 |  |

| 1968. október 16. | Kuba (CUB) | 80 – 71 | Dél-Korea (KOR) |  |
| 1968. október 16. | (34–29)    |         |                 |  |

| 1968. október 18. | Brazília (BRA) | 91 – 59 | Dél-Korea (KOR) |  |
| 1968. október 18. | (42–32)        |         |                 |  |

| 1968. október 19. | Dél-Korea (KOR) | 76 – 54 | Marokkó (MAR) |  |
| 1968. október 19. | (38–17)         |         |               |  |

| 1968. október 20. | Bulgária (BUL) | 64 – 60 | Dél-Korea (KOR) |  |
| 1968. október 20. | (32–33)        |         |                 |  |

A 13–16. helyért
| 1968. október 22. | Dél-Korea (KOR) | 76 – 59 | Szenegál (SEN) |  |
| 1968. október 22. | (37–28)         |         |                |  |

A 13. helyért
| 1968. október 23. | Fülöp-szigetek (PHI) | 66 – 63 | Dél-Korea (KOR) |  |
| 1968. október 23. | (31–34)              |         |                 |  |

| Csapat          | Helyezés |
| --------------- | -------- |
| Dél-Korea (KOR) | 14.      |

## Műugrás
Férfi
| Versenyző                    | Versenyszám        | Selejtező | Selejtező | Döntő   | Döntő    |
| Versenyző                    | Versenyszám        | Pont      | Helyezés  | Pont    | Helyezés |
| ---------------------------- | ------------------ | --------- | --------- | ------- | -------- |
| Szong Dzseung (Song Jae-ung) | Egyéni műugrás     | 79,66     | 22.       | kiesett | kiesett  |
| Szong Dzseung (Song Jae-ung) | Egyéni toronyugrás | 77,30     | 31.       | kiesett | kiesett  |

Női
| Versenyző                     | Versenyszám        | Selejtező | Selejtező | Döntő   | Döntő    |
| Versenyző                     | Versenyszám        | Pont      | Helyezés  | Pont    | Helyezés |
| ----------------------------- | ------------------ | --------- | --------- | ------- | -------- |
| Pak Csongdzsa (Park Jeong-ja) | Egyéni műugrás     | 73,53     | 21.       | kiesett | kiesett  |
| Pak Csongdzsa (Park Jeong-ja) | Egyéni toronyugrás | 39,03     | 24.       | kiesett | kiesett  |

## Ökölvívás
| Versenyző                      | Versenyszám  | Selejtező                 | 32-es főtábla                           | Nyolcaddöntő                  | Negyeddöntő                  | Elődöntő                      | Döntő                           | Helyezés |
| Versenyző                      | Versenyszám  | Ellenfél Eredmény         | Ellenfél Eredmény                       | Ellenfél Eredmény             | Ellenfél Eredmény            | Ellenfél Eredmény             | Ellenfél Eredmény               | Helyezés |
| ------------------------------ | ------------ | ------------------------- | --------------------------------------- | ----------------------------- | ---------------------------- | ----------------------------- | ------------------------------- | -------- |
| Csi Jongdzsu (Ji Yong-ju)      | Papírsúly    |                           | Douglas Ogada (UGA) · RSC               | Viktor Zaporozsec (URS) · 3-2 | Alberto Morales (MEX) · 3-2  | Hubert Skrzypczak (POL) · 4-1 | Francisco Rodríguez (VEN) · 2-3 |          |
| Szo Szangjong (Seo Sang-yeong) | Légsúly      |                           | Leo Rwabwogo (UGA) · 0-5                | kiesett                       | kiesett                      | kiesett                       | kiesett                         | 17.      |
| Csang Szungil (Jang Sun-gil)   | Harmatsúly   | Mario Mendoza (GUA) · 5-0 | Vang Csi-jing (Wáng Jīyíng) (ROC) · 3-2 | Nikola Savov (BUL) · RSC      | Horst Rascher (FRG) · 5-0    | Eridadi Mukwanga (UGA) · 1-4  | kiesett                         |          |
| Kim Szongun (Kim Seong-eun)    | Pehelysúly   |                           | Okamoto Tadasi (JPN) · 3-2              | Seyfi Tatar (TUR) · 2-3       | kiesett                      | kiesett                       | kiesett                         | 9.       |
| I Cshanggil (Lee Chang-gil)    | Könnyűsúly   | erőnyerő                  | Ronald Harris (USA) · 0-5               | kiesett                       | kiesett                      | kiesett                       | kiesett                         | 17.      |
| Kim Szajong (Kim Sa-yong)      | Kisváltósúly | erőnyerő                  | Enrique González (CHI) · 3-2            | Nelson Ruiz (VEN) · 4-1       | James Wallington (USA) · 0-5 | kiesett                       | kiesett                         | 5.       |
| Pak Kuil (Park Gu-il)          | Váltósúly    | erőnyerő                  | José Manuel Durán (ESP) · 2-3           | kiesett                       | kiesett                      | kiesett                       | kiesett                         | 17.      |

## Röplabda

### Női
| Dél-koreai női röplabdacsapat-játékoskeret                                                                                              | Dél-koreai női röplabdacsapat-játékoskeret |
| --- | --- |
| - An Gjongdzsa (An Gyeong-ja) - Hvang Gjuok (Hwang Gyu-ok) - Kim Jongdzsa (Kim Yeong-ja) - Kim Öszun (Kim Oe-sun) - I Unok (Lee Eun-ok) | - I Hjangsim (Lee Hyang-sim) - Mun Gjongszuk (Mun Gyeong-suk) - Pak Kumszuk (Park Geum-suk) - Szo Hiszuk (Seo Hui-suk) - Jang Dzsinszu (Yang Jin-su) |

#### Eredmények
Csoportkör
| 1968. október 13. 10:00 | Lengyelország (POL)                 | 3 – 2 | Dél-Korea (KOR) |  |
| 1968. október 13. 10:00 | (10–15, 12–15, 15–10, 15–12, 17–15) |       |                 |  |

| 1968. október 14. 10:00 | Peru (PER)          | 3 – 0 | Dél-Korea (KOR) |  |
| 1968. október 14. 10:00 | (15–13, 15–6, 15–9) |       |                 |  |

| 1968. október 16. 12:00 | Szovjetunió (URS)  | 3 – 0 | Dél-Korea (KOR) |  |
| 1968. október 16. 12:00 | (15–9, 15–6, 15–2) |       |                 |  |

| 1968. október 17. 17:00 | Dél-Korea (KOR)           | 3 – 1 | Egyesült Államok (USA) |  |
| 1968. október 17. 17:00 | (15–9, 15–13, 6–15, 15–5) |       |                        |  |

| 1968. október 21. 17:00 | Dél-Korea (KOR)    | 3 – 0 | Mexikó (MEX) |  |
| 1968. október 21. 17:00 | (15–5, 15–4, 15–6) |       |              |  |

| 1968. október 24. 12:00 | Japán (JPN)        | 3 – 0 | Dél-Korea (KOR) |  |
| 1968. október 24. 12:00 | (15–5, 15–5, 15–4) |       |                 |  |

| 1968. október 25. 12:00 | Dél-Korea (KOR)           | 3 – 1 | Csehszlovákia (TCH) |  |
| 1968. október 25. 12:00 | (15–9, 15–9, 9–15, 15–11) |       |                     |  |

|          |                        |      | Mérkőzések | Mérkőzések | Szettek | Szettek | Szettek | Pontok | Pontok | Pontok |
| Helyezés | Csapat                 | Pont | Gy         | V          | Sz+     | Sz–     | SzA     | P+     | P–     | PA     |
| -------- | ---------------------- | ---- | ---------- | ---------- | ------- | ------- | ------- | ------ | ------ | ------ |
| Arany    | Szovjetunió (URS)      | 14   | 7          | 0          | 21      | 3       | 7,000   | 333    | 194    | 1,716  |
| Ezüst    | Japán (JPN)            | 13   | 6          | 1          | 19      | 3       | 6,333   | 318    | 147    | 2,163  |
| Bronz    | Lengyelország (POL)    | 12   | 5          | 2          | 15      | 11      | 1,364   | 324    | 304    | 1,066  |
| 4.       | Peru (PER)             | 10   | 3          | 4          | 12      | 15      | 0,800   | 306    | 327    | 0,936  |
| 5.       | Dél-Korea (KOR)        | 10   | 3          | 4          | 11      | 14      | 0,786   | 276    | 305    | 0,905  |
| 6.       | Csehszlovákia (TCH)    | 10   | 3          | 4          | 11      | 15      | 0,733   | 307    | 308    | 0,997  |
| 7.       | Mexikó (MEX)           | 8    | 1          | 6          | 7       | 18      | 0,389   | 215    | 338    | 0,636  |
| 8.       | Egyesült Államok (USA) | 7    | 0          | 7          | 4       | 21      | 0,190   | 197    | 353    | 0,558  |

| Csapat          | Helyezés |
| --------------- | -------- |
| Dél-Korea (KOR) | 5.       |

## Sportlövészet
Nyílt
| Versenyző                  | Versenyszám    | Pont | Helyezés |
| -------------------------- | -------------- | ---- | -------- |
| An Dzseszong (An Jae-song) | Szabadpisztoly | 541  | 34.      |
| Kim Jongbe (Kim Yong-bae)  | Szabadpisztoly | 532  | 45.      |

## Súlyemelés
| Versenyző                    | Versenyszám | Nyomás                   | Nyomás                   | Szakítás | Szakítás | Lökés    | Lökés    | Összesen | Helyezés |
| Versenyző                    | Versenyszám | Eredmény                 | Helyezés                 | Eredmény | Helyezés | Eredmény | Helyezés | Összesen | Helyezés |
| ---------------------------- | ----------- | ------------------------ | ------------------------ | -------- | -------- | -------- | -------- | -------- | -------- |
| Jang Musin (Yang Mu-sin)     | 60 kg       | 110,0                    | 12.                      | 115,0    | 3.       | 140,0    | 6.       | 365,0    | 7.       |
| Von Sinhi (Won Sin-hui)      | 67,5 kg     | 127,5                    | 6.                       | 125,0    | 4.       | 162,5    | 3.       | 415,0    | 5.       |
| I Cshunsik (Lee Chun-sik)    | 75 kg       | 140,0                    | 3.                       | 132,5    | 3.       | 165,0    | 6.       | 437,5    | 5.       |
| I Dzsongszop (Lee Jong-seop) | 82,5 kg     | 135,0                    | 14.                      | 130,0    | 9.       | 175,0    | 6.       | 440,0    | 8.       |
| Jun Szogvon (Yun Seog-won)   | 90 kg       | 150,0                    | 9.                       | 135,0    | 11.      | 170,0    | 13.      | 455,0    | 12.      |
| Hvang Hodong (Hwang Ho-dong) | +90 kg      | érvényes kísérlet nélkül | érvényes kísérlet nélkül | kiesett  | kiesett  | kiesett  | kiesett  | kiesett  | kiesett  |

## Torna
Férfi
| Versenyző                     | Versenyszám      | Selejtező | Selejtező | Döntő    | Döntő    |
| Versenyző                     | Versenyszám      | Pontszám  | Helyezés  | Pontszám | Helyezés |
| ----------------------------- | ---------------- | --------- | --------- | -------- | -------- |
| Kim Cshungthe (Kim Chung-Tae) | Talaj            | 17,75     | 65.       | kiesett  | kiesett  |
| Kim Cshungthe (Kim Chung-Tae) | Ugrás            | 17,65     | 92.       | kiesett  | kiesett  |
| Kim Cshungthe (Kim Chung-Tae) | Korlát           | 18,50     | 49.       | kiesett  | kiesett  |
| Kim Cshungthe (Kim Chung-Tae) | Nyújtó           | 18,65     | 33.       | kiesett  | kiesett  |
| Kim Cshungthe (Kim Chung-Tae) | Gyűrű            | 17,85     | 54.       | kiesett  | kiesett  |
| Kim Cshungthe (Kim Chung-Tae) | Lólengés         | 18,50     | 24.       | kiesett  | kiesett  |
| Kim Cshungthe (Kim Chung-Tae) | Egyéni összetett |           |           | 108,90   | 42.*     |

* - egy másik versenyzővel azonos eredményt ért el

## Úszás
Női
| Versenyző                   | Versenyszám    | Előfutam | Előfutam | Előfutam | Elődöntő | Elődöntő | Elődöntő | Döntő   | Döntő    |
| Versenyző                   | Versenyszám    | Idő      | Hely.    | Össz.    | Idő      | Hely.    | Össz.    | Idő     | Helyezés |
| --------------------------- | -------------- | -------- | -------- | -------- | -------- | -------- | -------- | ------- | -------- |
| Nam Szangnam (Nam Sang-nam) | 100 m pillangó | 1:16,9   | 6.       | 27.      | kiesett  | kiesett  | kiesett  | kiesett | kiesett  |
| Nam Szangnam (Nam Sang-nam) | 200 m pillangó | 2:58,6   | 4.       | 21.      |          |          |          | kiesett | kiesett  |